# Kwon Sang-woo
Kwon Sang-woo (hangul: 권상우), nasceu em 5 de agosto de 1976, é um ator sul-coreano.

## Filmografia

### Televisão
| Ano  | Título             | Papel                           | Emissora | País          |
| ---- | ------------------ | ------------------------------- | -------- | ------------- |
| 2001 | Delicious Proposal | Lee Choon-shik                  | MBC      | Coreia do Sul |
| 2001 | Legend             | Yang Dol-man                    | SBS      | Coreia do Sul |
| 2002 | We Are Dating Now  | Yoon Ho-jae                     | SBS      | Coreia do Sul |
| 2003 | Into the Sun       | Kang Seok-min                   | SBS      | Coreia do Sul |
| 2003 | Stairway to Heaven | Cha Song-joo                    | SBS      | Coreia do Sul |
| 2005 | Sad Love Story     | Seo Joon-young/Choi Joon-kyu    | MBC      | Coreia do Sul |
| 2007 | Bad Love           | Kang Yong-ki                    | KBS2     | Coreia do Sul |
| 2009 | Cinderella Man     | Oh Dae-san/Lee Joon-hee         | MBC      | Coreia do Sul |
| 2010 | Daemul             | Ha Do-ya                        | SBS      | Coreia do Sul |
| 2011 | Fuyu no Sakura     | Ele mesmo (camafeu, episódio 8) | TBS      | Japão         |
| 2013 | King of Ambition   | Ha Ryu/Cha Jae-woong            | SBS      | Coreia do Sul |
| 2013 | Medical Top Team   | Park Tae-shin                   | MBC      | Coreia do Sul |
| 2014 | Temptation         | Cha Seok-hoon                   | SBS      | Coreia do Sul |
| 2017 | Queen of Mystery   | Ha Wan-seung                    | KBS2     | Coreia do Sul |

### Filme
| Ano  | Título                          | Papel          | País          |
| ---- | ------------------------------- | -------------- | ------------- |
| 2001 | Volcano High                    | Song Hak-rim   | Coreia do Sul |
| 2002 | Make It Big                     | Lee Woo-seob   | Coreia do Sul |
| 2003 | My Tutor Friend                 | Kim Ji-hoon    | Coreia do Sul |
| 2004 | Once Upon a Time in High School | Kim Hyun-soo   | Coreia do Sul |
| 2004 | Love, So Divine                 | Kim Kyu-shik   | Coreia do Sul |
| 2006 | Running Wild                    | Jang Do-young  | Coreia do Sul |
| 2006 | Almost Love                     | Lee Ji-hwan    | Coreia do Sul |
| 2008 | Fate                            | Jo Cheol-joong | Coreia do Sul |
| 2009 | More Than Blue                  | K              | Coreia do Sul |
| 2010 | California - High Noon          |                | Coreia do Sul |
| 2010 | 71: Into the Fire               | Goo Kap-jo     | Coreia do Sul |
| 2011 | Pained                          | Nam-soon       | Coreia do Sul |
| 2012 | Shadows of Love                 | Kwon Jung-hoon | Coreia do Sul |
| 2012 | CZ12                            | Simon          | Coreia do Sul |
| 2015 | Honey Enemy                     |                | Coreia do Sul |
| 2015 | Private Detective               |                | Coreia do Sul |

### Vídeo da música
| Ano  | Título da canção                                      | Artista              | Co-artista                       |
| ---- | ----------------------------------------------------- | -------------------- | -------------------------------- |
| 2000 | "Smile Smile"                                         | Papaya               |                                  |
| 2000 | "It's All Right"                                      | Circle               |                                  |
| 2001 | "I Wish You Happiness" (Joy Project - 1 Year of Love) | Why                  | Ryu Si-won, Lee Yo-won, Gong Yoo |
| 2001 | "First Love"                                          | Ji Young-sun         | Moon Geun-young                  |
| 2002 | "I Can't Tell"                                        | Cha Eun-ju           | Kim Joo-hyuk                     |
| 2002 | "Ace of Sorrow"                                       | Jo Sungmo            | Jung Joon-ho, Shin Eun-kyung     |
| 2003 | "Project X"                                           |                      | Cha Seung-won, Kim Min-jung      |
| 2005 | "Sad Love Story"                                      | Yoon Gun             | Kim Hee-sun, Song Seung-heon     |
| 2005 | "Anyclub"                                             | Eric Mun e Lee Hyori | Eric Mun, Lee Hyori              |

### Publicidade
| Ano  | Produto |
| ---- | --- |
| 2001 | 국민(kb) Pass Card Hang Ten                                                                                       |
| 2002 | KT Icom GCUV |
| 2003 | Ibros, Haitai Ice Cafe, Hannam University, Try, K-Fimm/K-merce, KTF-Terminal Relief Service, KTF-Skylife Biltmore |
| 2004 | Maru, Hite Prime, Vivaldi Park, Haitai Aminoup, KTF-Good Time Cinema Party, Samsung Anycall, The Face Shop        |
| 2005 | GS e-Store, BangBang Healthy Vinegar, F-Cure Shampoo, Morinaga Milk                                               |
| 2007 | Ocean Blue Hotel Bali                                                                                             |

## Prêmios e indicações
| Ano  | Prêmio                                                             | Categoria                                                    | Trabalho nomenado               | Resultado |
| ---- | ------------------------------------------------------------------ | ------------------------------------------------------------ | ------------------------------- | --------- |
| 2002 | 23rd Blue Dragon Film Awards                                       | Melhor novo ator                                             | Make It Big                     | Indicado  |
| 2002 | SBS Drama Awards                                                   | Melhor novo artista                                          | We Are Dating Now               | Venceu    |
| 2003 | 39th Baeksang Arts Awards                                          | Melhor novo ator (filme)                                     | My Tutor Friend                 | Venceu    |
| 2003 | 40th Grand Bell Awards                                             | Melhor novo artista                                          | My Tutor Friend                 | Venceu    |
| 2003 | 20th Korea Best Dresser Swan Awards                                | Melhor vestida, categoria ator de televisão                  | —                               | Venceu    |
| 2003 | SBS Drama Awards                                                   | Prêmio de popularidade na Internet                           | Stairway to Heaven              | Venceu    |
| 2003 | SBS Drama Awards                                                   | Top 10 Stars                                                 | Stairway to Heaven              | Venceu    |
| 2003 | SBS Drama Awards                                                   | Prêmio de excelência, ator em um especial de drama           | Stairway to Heaven              | Indicado  |
| 2003 | SBS Drama Awards                                                   | Prêmio de excelência, ator em um drama planejamento especial | Into the Sun                    | Indicado  |
| 2003 | SBS Drama Awards                                                   | Prêmio de excelência no topo, ator                           | Stairway to Heaven              | Indicado  |
| 2004 | 40th Baeksang Arts Awards                                          | Mais popular ator (filme)                                    | Once Upon a Time in High School | Venceu    |
| 2004 | 40th Baeksang Arts Awards                                          | Melhor ator (filme)                                          | Once Upon a Time in High School | Indicado  |
| 2004 | 41st Grand Bell Awards                                             | Prêmio popularidade                                          | Once Upon a Time in High School | Venceu    |
| 2004 | 25th Blue Dragon Film Awards                                       | Populares do artista da concessão                            | Once Upon a Time in High School | Venceu    |
| 2005 | 42nd Savings Day                                                   | Menção Presidencial                                          | —                               | Venceu    |
| 2005 | The Motion Pictures Association of Korea's The Year in Film Awards | Concessão da estrela (Hallyu)                                | —                               | Venceu    |
| 2005 | MBC Drama Awards                                                   | Prêmio de excelência no topo, ator                           | Sad Love Story                  | Indicado  |
| 2007 | Andre Kim Best Star Awards                                         | Concessão da estrela, Categoria Masculina                    | —                               | Venceu    |
| 2007 | 1st Mnet 20's Choice Awards                                        | Corpo quente                                                 | —                               | Venceu    |
| 2007 | Korea-Japan Culture Awards                                         | Prêmio diplomacia não-governamental                          | —                               | Venceu    |
| 2007 | KBS Drama Awards                                                   | Prêmio de excelência no topo, ator                           | Bad Love                        | Indicado  |
| 2008 | 44th Baeksang Arts Awards                                          | Most Popular Actor (Film)                                    | Fate                            | Venceu    |
| 2009 | 2nd Style Icon Awards                                              | Style Icon, TV actor category                                | —                               | Venceu    |
| 2010 | SBS Drama Awards                                                   | Top 10 Stars                                                 | Daemul                          | Venceu    |
| 2010 | SBS Drama Awards                                                   | Prêmio de excelência no topo, ator em um drama especial      | Daemul                          | Venceu    |
| 2011 | 47th Baeksang Arts Awards                                          | Melhor ator (TV)                                             | Daemul                          | Indicado  |
| 2011 | 4th Korea Drama Awards                                             | Melhor ator                                                  | Daemul                          | Indicado  |
| 2011 | 6th Asia Model Festival Awards                                     | Concessão da estrela                                         | —                               | Venceu    |
| 2013 | 8th Seoul International Drama Awards                               | Melhor ator de drama coreano                                 | King of Ambition                | Indicado  |
| 2013 | SBS Drama Awards                                                   | Prêmio de excelência no topo, ator em um drama especial      | King of Ambition                | Indicado  |
| 2013 | MBC Drama Awards                                                   | Prêmio de excelência no topo, ator em em minissérie          | Medical Top Team                | Indicado  |
| 2014 | SBS Drama Awards                                                   | Prêmio de excelência no topo, ator em um drama especial      | Temptation                      | Indicado  |